# Мепіскалакі
Ахалкалакі (груз. ახალქალაქი) — село в Грузії.
За даними перепису населення 2014 року в селі проживає 1050 осіб.